# Kelly Robbins
Kelly Robbins, född 29 september 1969 i Mount Pleasant i Michigan, är en amerikansk professionell golfspelare.                                        
Robbins studerade vid University of Tulsa där hon vann sju individuella tävlingar. 1991 klarade hon som amatör kvalificeringsgränsen i US Womens Open och samma år utsågs hon tillsammans med Annika Sörenstam till NCAA Co-Player of the Year.
Hon blev professionell 1992 och året efter vann hon sin första tävling på den amerikanska LPGA-touren. Hennes största seger i karriären kom i majortävlingen LPGA Championship 1995 och samma år kom hon tvåa i ytterligare fem LPGA-tävlingar.
Hon deltog i det amerikanska Solheim Cup-laget 1994, 1996, 1998, 2000, 2002 och 2003.

## Meriter

### Majorsegrar
- 1995 LPGA Championship

### LPGA-segrar
- 1993 LPGA Corning Classic
- 1994 Jamie Farr Toledo Classic
- 1996 Twelve Bridges LPGA Classic
- 1997 Diet Dr Pepper National Pro-Am, Jamie Farr Kroger Classic
- 1998 HEALTHSOUTH Inaugural, Lifetime's AFLAC Tournament of Champions
- 1999 HEALTHSOUTH Inaugural

### Övriga segrar
- 1991 North and South Amateur Championship
- 1994 Diners Club Matches (med Tammie Green)
- 1995 Diners Club Matches (med Tammie Green)
- 1997 Gillette Tour Challenge Championship (med Jim Colbert och Nick Price)

### Utmärkelser
- 1991 NCAA Co-Player of the Year

| Majorsegrare genom tiderna                                                                                     |             |               |                  |               |
| 100 olika spelare har vunnit i damernas majortävlingar. Kelly Robbins var den 74:e spelaren som vann en major. |             |               |                  |               |
| 1:a | 73:e        | 74:e          | 75:e             | 100:e         |
| Mrs. Lee Mida                                                                                                  | Nanci Bowen | Kelly Robbins | Annika Sörenstam | Paula Creamer |
| Lista över golfens majorsegrare                                                                                |             |               |                  |               |